# Raïon de Verkhniaïa Toïma
Le raïon de Verkhniaïa Toïma (en russe : Верхнето́емский райо́н, Verkhniaïa Toïmaski raïon) est une subdivision administrative (raïon) de l'oblast d'Arkhangelsk dans le Nord de la Russie européenne. Situé dans le sud-est de l'oblast, le raïon se situe dans une plaine, et il est traversé par la Dvina septentrionale. Son centre administratif est le village de Verkhniaïa Toïma, et il compte en tout 287 localités, réparties en 8 municipalités. Sa population s'élevait à 11 299 habitants en 2023.
Depuis 2021, il n'est plus une municipalité, seulement une subdivision administrative. Il se fait aussi appeler okroug municipal de Verkhniaïa Totma (en russe : Верхнето́емский муниципальный округ).

## Géographie
Le raïon se situe dans l'oblast d'Arkhangelsk, un sujet de la fédération de Russie situé dans le Nord de la Russie européenne. Le sujet fait partie du district fédéral du Nord-Ouest, et il inclus comme tout l'oblast dans la région du Nord. Comme tout l'oblast, il est situé dans le fuseau horaire MSK (heure de Moscou). Le décalage horaire appliqué par rapport au temps universel coordonné est +03:00.